# Estación de Marco de Canaveses
La Estación Ferroviaria de Marco de Canavezes, más conocida como Estación de Marco de Canaveses o Estación de Marco, es una infraestructura ferroviaria de la Línea del Duero, que sirve a la localidad de Marco de Canaveses, en el Distrito de Porto, en Portugal.

## Características

### Localización y accesos
Puede ser encontrada en la localidad de Marco de Canaveses, junto a la Avenida Manuel Pereira Soares.

### Descripción física
En enero de 2011, la estación poseía 3 vías de circulación, dos con 316 y una con 374 metros de longitud; las dos plataformas tenían 138 y 210 metros de longitud, y una altura de 30 centímetros.

### Servicios
La estación es utilizada por convoyes Regionales e Interregionales de la operadora Comboios de Portugal.